# Gijs Scholten van Aschat

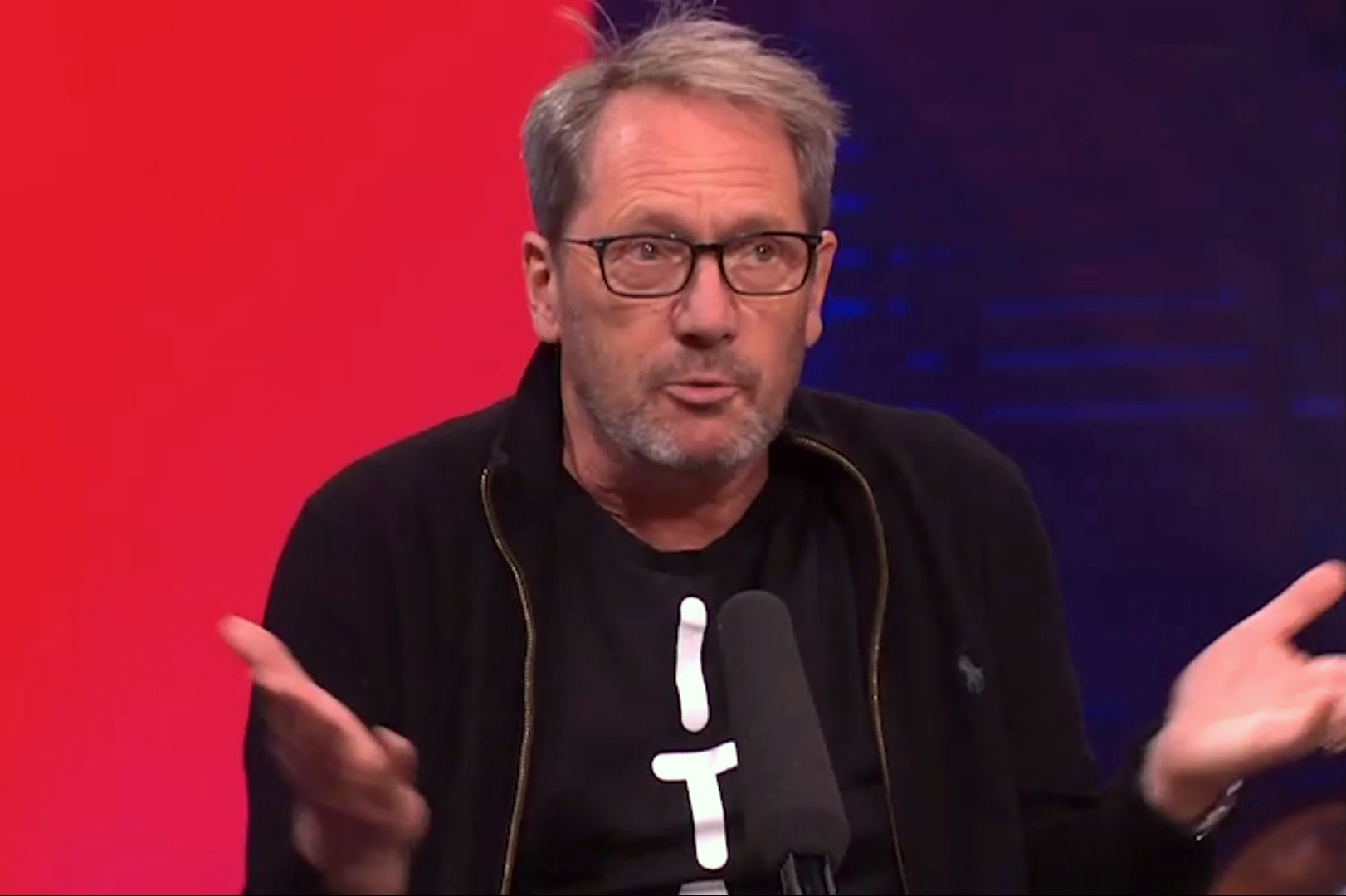

Gijsbert Jan Abraham (Gijs) Scholten van Aschat (* 16. September 1959 in Doorn) ist ein niederländischer Schauspieler.

## Leben
Scholten van Aschat kommt aus dem niederländischen Adelsgeschlecht Scholten. Er ist der Sohn des Bankiers und Autors Karel Scholten van Aschat (1923–2013). Gijs Scholten van Aschat spielt seit seiner Jugend Theater. Auf dem Dachboden des elterlichen Hauses in Tiel gab er zusammen mit seinen Geschwistern und Freunden kleine Vorstellungen. Und ab dem Alter von vierzehn verfestigte sich der Wunsch, Schauspieler zu werden. Im Alter von 17 sprach er bei der Academie voor Theater en Dans in Amsterdam vor, wurde jedoch abgewiesen.
Er studierte dann das Schauspiel an der Toneelacademie in Maastricht, wo er freundschaftliche Bekanntschaft schloss zu Kollegen wie Pierre Bokma, Peter Blok, dessen späterer Ehefrau, die Schriftstellerin Maria Goos und dem Regisseur Willem van de Sande Bakhuyzen, mit dem er später auch zusammenarbeitete, z. B. in der Fernsehverfilmung des Theaterstücks Cloaca, welches von Maria Goos geschrieben wurde.
Gijs Scholten van Aschat hat drei Kinder. Eines ist der Schauspieler Reinout Scholten van Aschat.

## Arbeit
Scholten van Aschat arbeitet in erster Linie als Theaterschauspieler, allerdings wurde er einem breiteren Publikum durch Filme, wie Cloaca, De Passievrucht, Tirza und Publieke Werken sowie in den Fernsehserien Pleidooi und Oud Geld bekannt. 1983 erhielt er den Arlecchino für seine Rolle in dem Stück Ein Sommernachtstraum und 1993 empfing er den Theaterpreis Louis d’Or für seine Rolle in einer Eigenproduktion des Het Nationale Toneel namens Decadance. Für seine Rolle in der Fernsehserie Oud Geld bekam er 1998 ein Goldenes Kalb. 2001 erhielt er den Johan Kaartprijs. Zwischen 2004 und 2015 war er der Träger des Albert van Dalsumring, den er aus der Hand des Vorträgers und Freundes Pierre Bokma erhielt und dann am 20. Juni 2015 weiterreichte an Hans Kesting. Zwischen 2000 und 2020 war er mit Stefan de Walle und anderen zu sehen in der Improvisations-Show De vloer op. 2011 war er der Gewinner des 'Esta Luisterboek Award' für die Lesung des Jugendromans De tuinen van Dorr von Paul Biegel (Die Gärten von Dorr, erschienen 1981 bei DTV). 2012 schrieb er sein erstes eigenes Buch mit dem Titel Beretta Bobcat.
Gijs Scholten van Aschat litt sehr lange unter Lampenfieber, weswegen er auch um Rat und Hilfe nachsuchte.
Er gehört zu den ersten Mitgliedern der Amsterdamer Akademie van Kunsten, wo er 2016 zunächst zweiter Vorsitzender wurde. Zwischen 2017 und 2019 nahm er die Stelle des Vorsitzenden selbst ein, bis er an dieser Stelle von der Dichterin Anne Vegter abgelöst wurde.

## Filmografie

### Film
- 1980: De mooiste tijd (Fernsehfilm)
- 1984: De terechtstelling (Fernsehfilm)
- 1984: Die gekaufte Frau (Gebroken spiegels) – einer von drei auftretenden Studenten
- 1986: Im Schatten des Sieges (In de schaduw van de overwinning) – Gerard
- 1988: Dorst – Harry
- 1989: De avonden – Viktor
- 1991: De provincie – Koos
- 1992: Die drei besten Dinge (De drie beste dingen in het leven) – Thomas
- 1993: Op afbetaling (Fernsehfilm) – Henk Grond
- 1993: Belle van Zuylen – Madame de Charrière – Jean Baptiste Suard
- 1996: Off Mineur (Fernsehfilm) – Max Belmer
- 1997: Was sie nie erzählte (Zonder Zelda) – Vader van Zelda
- 1997: Dunkle Tage in St. Petersburg (The Gambler) – Maikov
- 1998: Leve het bruine monster – Erzähler
- 1998: Het glinsterend pantser (Fernsehfilm) – Sander Vastenhout
- 1998: De juiste maat (Fernsehfilm)
- 1998: 4 (Kurzfilm)
- 2000: Verrat in den eigenen Reihen (Lek) – Ferdinand de Wit
- 2000: Storm in mijn hoofd (Fernsehfilm) – Kent, Leuter, Feuerwehrmann
- 2000: De zwarte meteoor – Schouten, Vorsitzender Heracles
- 2001: De bovenman (Kurzfilm) – Der Bovenman
- 2001: Olivetti 82 – Daniel Grinberg
- 2001: De Grot – Mijnsherenland
- 2002: Loenatik: de moevie – Albertus Marinus Jacobus Hagenstein–Huygens
- 2002: De afrekening (Fernsehfilm) – Gerdsen
- 2002: Babyphoned (Kurzfilm) – Mark
- 2003: De schippers van de Kameleon – Bürgermeister
- 2003: Cloaca – Joep
- 2003: De Passievrucht – Hausarzt Terlinden
- 2005: Kameleon 2 – Bürgermeister
- 2005: Masterclass
- 2005: Het ravijn (Fernsehfilm) – Max Pam
- 2006: Dummy (Kurzfilm) – Job
- 2006: Afblijven – Vater von Melissa
- 2007: Zadelpijn (Fernsehfilm) – Hugo
- 2007: De Avondboot (Fernsehfilm) – Teun
- 2008: Tiramisu – Lex
- 2008: Der Brief für den König (De brief voor de koning) – Ridder Edwinem
- 2009: Love Life - Liebe trifft Leben (Komt een vrouw bij de dokter) – Dokter Jonkman
- 2010: Adem – Professor Duhamel
- 2010: Tirza – Jörgen
- 2012: Doodslag – Felix
- 2014: De onderkoning: Strijd om de grondwet – Gijsbert Karel van Hogendorp
- 2014: De Poel – Lennaert
- 2015: In guter Absicht (Publieke Werken) – Vetter
- 2016: The Fury (De helleveeg) – Vater/Opa
- 2017: Kill Switch – Reynard
- 2017: War Machine – Niederländischer Bauunternehmer
- 2018: Das Wattenmeer – Leben zwischen Land und See (Wad – Overleven op de Grens van Water en Land) – Voiceover
- 2018: Doris – Walter
- 2018: Die Dirigentin (De dirigent) – Willem Mengelberg
- 2018: The Possession of Hannah Grace – Pater Marcato
- 2019: Nocturne – Frans
- 2019: Hiernamaals – Pater Erik
- 2019 April, May en June – Daan/Daniëlle
- 2020: Bay of Silence - Am Ende des Schweigens (The Bay of Silence) – Dr. Müller
- 2022: Zee van tijd – Lucas
- 2022: Piece of My Heart – Walter
- 2022: Ome Cor – Kinderarzt
- 2024: Trauma Porn Club (Fernsehfilm) – Conrad
- 2024: Invasion (Invasie) – Maurits Caan
- 2024: Alpha. – Gijs
- 2024: Schitterend – Simon

### Fernseheserien
- 1993–1995: Pleidooi – Victor van Gilze (26 Folgen)
- 1996–2002: Baantjer – Paul van der Lugt (2 Folgen)
- 1996: Zwarte sneeuw – Taxifahrer (1 Folge)
- 1997: Over de liefde – Jeroen (1 Folge, Een balkon op het noorden)
- 1998: De keerzijde – Huisarts (1 Folge, Kamperfoelie)
- 1998: Wij Alexander – Nicolaas Röell (1 Folge, Deel 2)
- 1998–1999: Oud Geld – Ole Bussink (18 Folgen)
- 2000: Wildschut & De Vries (1 Folge, Camera Obscura)
- 2000: Loenatik – Bert (1 Folge, De bruiloft)
- 2000–2019: De vloer op (74 Folgen)
- 2004: Wet & Waan – Pa Overeem (1 Folge, Fan van het jaar)
- 2004: De Band – God (1 Folge, Prikkels)
- 2006: Boks (1 Folge, De verdwenen Van Gogh)
- 2006–2008: Feine Freundinnen (Gooische Vrouwen) – Ernst Scheepmaker-van Altena (16 Folgen)
- 2010: Annie MG – Dick van Duyn (4 Folgen)
- 2010: Flikken Maastricht – Herbert Vonk (1 Folge, Heksen)
- 2012: Lijn 32 – Martin Schoots (6 Folgen)
- 2012: De Vloer Op Jr. (2 Folgen)
- 2013: ’t Schaep met de 5 pooten – Alouis Witteman (1 Folge, Triller)
- 2013: Doris – Walter (8 Folgen)
- 2014–2015: Nederland Waterland – Erzähler (8 Folgen)
- 2015: NoordZuid – Marinus Wieringa (6 Folgen)
- 2016: De jacht – Gerard Houtman (2 Folgen)
- 2016: Wenn die Deiche brechen (Als de dijken breken) – Ministerpräsident Hans Kreuger (6 Folgen)
- 2018: Klem – Ron (9 Folgen)
- 2020: High-Flyers (Hoogvliegers) – General Roderick Walema (8 Folgen)
- 2021: The Spectaular – Jeroen (1 Folge, Stammenstrijd)
- 2022: Welkom in de Middeleeuwen – Heinrich Kramer/Joodse man/Rechter (3 Folgen)
- 2022: Rampvlucht – Henk Wolleswinkel (5 Folgen)
- 2022–2024: Sleepers – Daniel Cohen(7 Folgen)
- 2023: Lagacy (De stamhouder) – Joan Münninghoff (8 Folgen)
- 2023: Cast – Louis van Leeuwen (8 Folgen)
- 2024: The Mallorca Files – Alexander Soudberg (1 Folge, Der Feind in dir)
- 2025: Bennie – Meneer Hendriks (1 Folgen, Eindelijk 18)

### Synchronisationen
- 1995: Toy Story – Woody (niederländische Stimme)
- 1998: Der Prinz von Ägypten – Moses (niederländische Stimme)
- 2004: Shark Tale – Don Lino (niederländische Stimme)
- 2009: Monsters vs. Aliens – Professor Kakkerlak (niederländische Stimme)

## Theater
- Duende – in 11 Theatern[3] zusammen mit Eric Vloeimans und Eric Vaarzon Morel
- Het hout – 2018–2019 – Internationaal Theater Amsterdam, Regie: Michiel van Erp
- Dagboek van een verdwenene – 2017–2018 – Toneelgroep Amsterdam, Regie: Ivo van Hove
- Obsession – 2017 – Toneelgroep Amsterdam, Regie: Ivo van Hove Text: Luchino Visconti. Bearbeitet von Jan Peter Gerrits
- De dingen die voorbijgaan (Von alten Menschen, den Dingen, die vorübergehen) – 2016–2018 – Toneelgroep Amsterdam, Regie: Ivo van Hove, Text: Louis Couperus, bearbeitet von Koen Tachelet
- Husbands and wives (Ehemänner und Ehefrauen) – 2016/2018 – Toneelgroep Amsterdam, Regie: Simon Stone, Text: Woody Allen, bearbeitet von Rik van den Bos
- Het jaar van de Kreeft (Das Jahr des Krebses) – 2016–2018 – Toneelgroep Amsterdam, Regie: Luk Perceval, Text: Hugo Claus, bearbeitet von Peter Van Kraaij, als Pierre
- De stille kracht – 2015–2018 – Toneelgroep Amsterdam, Regie: Ivo van Hove, Text: Louis Couperus, bearbeitet von Peter Van Kraaij, als Otto van Oudijck
- Koningin Lear – 2014 – Toneelgroep Amsterdam, Regie: Eric de Vroedt, Text: William Shakespeare, bearbeitet von Tom Lanoye
- Dantons Tod – 2013 – Toneelgroep Amsterdam, Regie: Johan Simons, Text: Georg Büchner
- De entertainer – 2013–2015 – Toneelgroep Amsterdam, Regie und Bearbeitung: Eric de Vroedt, Text: John Osborne
- Lange dagreis naar de nacht – 2013 – Toneelgroep Amsterdam, Regie: Ivo van Hove, Text: Eugene O’Neill bearbeitet von Ger Thijs, als James
- Wish you where here – 2012–2015 – Toneelgroep Amsterdam, Regie: Lucas De Man
- Kat op een heet zinken dak – 2012 – Toneelgroep Amsterdam|TA–2/Toneelschuur Producties, Regie: Jacob Derwig, Text: Tennessee Williams, bearbeitet von Kim van Kooten und Jacob Derwig
- Opening Night – 2012 – Toneelgroep Amsterdam, Regie: Ivo van Hove, Text: John Cassavetes, bearbeitet von Gerardjan Rijnders und Sam Bogaerts
- Wit Konijn Rood Konijn – 2012 – Toneelgroep Amsterdam, Text: Nassim Soleimanpour, bearbeitet von Carel Alphenaar
- Romeinse tragedies – Spielzeit 2012/2013 & 2016–2018 (Aufführungen seit 2007 mit wechselnder Besetzung) – Toneelgroep Amsterdam, Regie: Ivo van Hove, Text: William Shakespeare, bearbeitet von Tom Kleijn
- Na de repetitie/Persona – 2012/2013 & 2017–2018 – Toneelgroep Amsterdam, Regie: Ivo van Hove, Text: Ingmar Bergman, bearbeitet von Karst Woudstra
- De Russen! Ivanov meets Platonov – 2010–2014 – Toneelgroep Amsterdam, Regie: Ivo van Hove, Text: Anton Tsjechov bearbeitet von Tom Lanoye mit Musik von Junkie XL
- In ongenade – 2011 – Toneelgroep Amsterdam, Regie: Luk Perceval, Text: John Maxwell Coetzee
- Nooit van elkaar (Und trennen werden wir uns nie) – 2011 – Toneelgroep Amsterdam, Regie: Ivo van Hove, Text: Jon Fosse
- The Tragedy of Richard the Third – 2010 – Orkater in der Stadsschouwburg Amsterdam, de Toneelacademie Maastricht und Het Zuidelijk Toneel, Regie: Matthijs Rümke, Text: William Shakespeare, bearbeitet von Janine Brogt und Gijs Scholten van Aschat, Musik: Tom Waits und Kathleen Brennan, als Richard III
- Kinder der Sonne – 2010–2013 – Toneelgroep Amsterdam & NTGent, Text: Maxim Gorki, Regie: Ivo van Hove
- Afscheidsmonologen – 2009 – Bos Theaterproducties/Landelijk Steunpunt VPTZ, Regie: Leopold Witte, Gastleser
- Het Vertrek – 2008 – Theatralische Lesung des Zuidelijk Toneel, Regie: Madeleine Matzer, Text: Václav Havel
- Gefährliche Liebschaften – 2008 – Text: Pierre Choderlos de Laclos
- Duende – 2008 – zusammen mit Eric Vaarzon Morel
- De geschiedenis van de familie Avenier – 2007 – Het Toneel Speelt, Text: Maria Goos, als Wirtin Christ
- Tirannie van de tijd – 2005 – ZT Hollandia
- De Kortste Eeuw – 2005 – Orkater, Regie: Gijs de Lange, Text: Gijs Scholten van Aschat, Idee und Musik: Vincent van Warmerdam
- De Methode Ribadier – 2004 – Nationale Toneel, Regie: Frans Strijards Text: Georges Feydeau
- Demonen – 2004 – Het Toneel Speelt
- Dodelijke Affaires – 2004 – Orkater mit dem Nederlands Philharmonisch Orkest, Regie: Anthony Heidweiller, Text: Jan Veldman, als „de man“
- Over de Duivel en de Dood – 2004 – Orkater und Het Mondriaan Kwartet
- Huis & Tuin – – Nationale Toneel, Regie: Antonie Uitdehaag
- Hagedissehuid – 2003 – Orkater, Regie: Matthijs Rümke, Text: Bodil de la Parra
- Cloaca – 2002 – Het Toneel Speelt, Regie: Willem van de Sande Bakhuyzen, Text: Maria Goos
- The Prefab Four – 2002 – Orkater (über die The Monkees), Regie und Text
- Familie – 2000 – Het Toneel Speelt, Regie: Willem van de Sande Bakhuyzen, Text: Maria Goos
- Iwanov – 1999 – Art & Pro, Regie: Frans Strijards, Text: Anton Tschechov
- Black Box – 1999 – Hummelinck Stuurman, Text: Amos Oz
- Hamlet – 1999 – Nationale Toneel, Regie: Johan Doesburg, Text: William Shakespeare, als Hamlet
- Een Formidabele Yankee – 1998 – Orkater, Regie: Willem van de Sande Bakhuijzen, Musik: Vincent van Warmerdam, Text: Jan Veldman
- De New Yorkers – 1997 – Regie: Gijs Scholten van Aschat, Text: Woody Allen, David Mamet en Elaine May, erzählt durch Ger Thijs und Laurens Spoor
- Hoti – 1996 – Regie und Text
- Design for Living – 1996 – Regie: Ger Thijs, Text: Noël Coward
- Wie vermoordde Mary Rogers – 1995 – Orkater, als Edgar Allan Poe
- Timon von Athen – 1994/1995 – Toneelgroep Amsterdam, Regie: Pierre Audi, Text: William Shakespeare, bearbeitet von Gerrit Komrij, als Dichter
- Onkel Wanja – 1994 – Text: Anton Tschechov, als Astrov
- Decadence – 1993 – Nationale Toneel
- Richard II – 1990 – freie Theaterproduktion Martin Hanson Theaterproducties
- Voldoende Koolhydraat – 1990 – Nationale Toneel
- Alkestis (Euripides)|Alkestis – 1989 – Nationale Toneel
- Lysander – 1986 – Haagse Comedie, Regie Guido de Moor
- Romeo und Julia William Shakespeare – 1984 – Haagse Comedie, Regie Guido de Moor, als Romeo

## Hörbücher
- Stemmengeschuifel (2013) – Toneelgroep Amsterdam, Akustischer Spaziergang durch Amsterdam aus der Sicht eines Schriftstellers Herman Heijermans
- Beretta Bobcat (2012) – eigenes Werk, (Gratisgabe anlässlich der 'Woche des Hörbuchs')
- De tuinen van Dorr (2010) – von Paul Biegel, mit Liedern von Floor Minnaert und eingesungen durch Scholten van Aschat. Dafür erhielt er 2011 den Hörbuchpreis der Frauenzeitschrift Ésta (orig.: Luisterboek award)
- Het sleutelkruid (deutsche Ausgaben: Das Schlüsselkraut und Eine Geschichte für den König) (2009) – von Paul Biegel, mit Liedern von Floor Minnaert und eingesungen durch Scholten van Aschat.
- Opwaaiende zomerjurken (2009) – von Oek de Jong
- Tsjilp (ESTA Sterke stemmen Serie) (2008) – von Willem Elsschot
- Rouw op je dak (2008) – von Jos Brink
- Der Feuervogel (2005) – von Igor Strawinsky

## Trivia
- Scholten van Aschat spielte 2004 in der Show De nationale IQ test. Er erreichte mit 98 Punkten das Mittelfeld.
- Ein Zug des niederländischen Eisenbahnbetreibers Arriva Personenvervoer Nederland hat einen Zug, der in der Achterhoek verkehrt, nach Gijs Scholten van Aschat benannt (Triebwagen 10369). Dieser Zug war am 22. Mai 2022 nach einer Kollision mit einem Kleinbus an einem unbeschrankten Bahnübergang entgleist.[4]